# Diego Vicentini
Diego Vicentini (Caracas, Veneçuela, 1994) és un director de cinema veneçolà. El seu primer llargmetratge, Simón, va ser triat per a representar a Veneçuela en la 38a edició dels Premis Goya.

## Educació
Vicentini va estudiar al Boston College, graduant-se en Filosofia i Finances al Boston College en 2016, i va ingressar a l'Escola de Cinema de Los Angeles, on va produir un curtmetratge sobre les protestes a Veneçuela de 2017, Simón (2018), com a part de la seva tesi per al seu mestratge en cinema.

## Carrera
El curtmetratge es va estrenar en 2018 en vuit països i, després del seu inesperat acolliment, Vicentini va decidir convertir-lo en llargmetratge. La pel·lícula homònima, Simón (2023), va ser el primer llargmetratge de Vicentini i es va estrenar el 15 d'abril de 2023 sl Festival de Cinema de Florida, a Orlando. La pel·lícula va ser triada per l'Acadèmia de Ciències i Arts Cinematogràfiques de Veneçuela per a representar al país en la 38a edició dels Premis Goya.

## Filmografia
- Simón (2018) (2018) (curtmetratge)
- Simón (2023)